# Кантри-рок
Кантри-рок (англ. Country rock) — музыкальный жанр, объединяющий рок и кантри. Музыка кантри всегда была частью рок-н-ролла, с тех пор, как Элвис Пресли выступил на Grand Ole Opry в 1955. Он исполнял ритмичную смесь кантри и ритм-энд-блюза — рокабилли, раннюю форму рок-н-ролла с сильным влиянием кантри.

## История

### Истоки
Влияния кантри на рок-музыку можно услышать в ряде рок-альбомов 1960-х годов, к примеру на альбоме Beatles for Sale (1964) группы The Beatles, либо на альбоме Aftermath (1966) группы The Rolling Stones, а также на альбомах Buffalo Springfield (1966) и «Last Time Around» (1968) группы Buffalo Springfield.
В 1966 многие рок-группы перешли на более экспериментальное психоделическое звучание, в то время как Боб Дилан возглавил движение фолк-возрождения в США, когда он отправился в Нэшвилл для записи альбома Blonde on Blonde. Этот, а также последующие его альбомы John Wesley Harding (1967) и Nashville Skyline (1969) отличались бо́льшим влиянием кантри. Соответственно отправной точкой кантри-рока можно считать именно эти альбомы. Успех Боба Дилана сопровождался также успехом группы The Byrds, к которой в 1968 году присоединился Грэм Парсонс. Ранее, в этом же году, он записал альбом «Safe at Home» с группой International Submarine Band, в котором активно применял педальную слайд-гитару, из-за чего его иногда называют первым настоящим кантри-рок-альбомом. Результатом пребывания Парсонса в The Byrds стал «Sweetheart of the Rodeo» (1968), один из лучших и наиболее влиятельных альбомов в жанре. The Byrds продолжали в том же духе в течение небольшого периода времени, однако Парсонс покинул группу, чтобы создать The Flying Burrito Brothers вместе с Крисом Хиллмэном, также бывшим участником группы The Byrds. В течение следующих двух лет они записали альбомы The Gilded Palace of Sin (1969) и "Burrito Deluxe (1970), после чего Парсонс начал свою сольную карьеру.

### Пик популярности
Кантри-рок был особенно популярным в конце 1960-х в Калифорнии, там его переняли и стали исполнять Hearts and Flowers, Poco и Riders of the Purple Sage. Некоторые фолк-рок исполнители перешли на кантри-рок, последовав примеру The Byrds, среди них Beau Brummels и Nitty Gritty Dirt Band. На волне успеха кантри-рока оживились многие исполнители, как например Everly Brothers со своим лучшим альбомом «Roots» (1968), Rick Nelson, ставший фронтменом Stone Canyon Band, Mike Nesmith, сформировавший First National Band после ухода из Monkees и Нил Янг, который попеременно то приходил, то уходил от кантри-рока, на протяжении всей своей карьеры. Одной из немногих успешных групп, перешедшей от кантри к кантри-року, стала The Dillards.
Наибольшего коммерческого успеха жанр достиг в 1970-х, когда Doobie Brothers внедрили элементы R&B музыки, Эммилу Харрис стала «королевой кантри-рока», а Линда Ронстадт создала очень успешную поп-ориентированную форму кантри-рока. Группа Eagles, изначально игравшая для Линды Ронстадт, сформированная из членов групп Flying Burrito Brothers, Poco и Stone Canyon Band, стала одной из самых успешных рок-групп всех времен.

### Наследие
Кантри-рок сыграл определенную роль в развитии сатерн-рока, несмотря на то, что всё-таки основное влияние на который было со стороны блюз-рока, а также проложил дорогу для альтернативного кантри. Популярность кантри-рока спала к концу 1970-х, однако некоторые известные исполнители, как например Нил Янг, продолжили свою деятельность в рамках жанра. Кантри-рок, как феномен, сохранился в Техасе, где его исполняют The Flatlanders, Joe Ely, Butch Hancock, Jimmy Dale Gilmore. Кантри-рок альбом Raising Sand Роберта Планта и Элисон Краусс стал одним из самых коммерчески успешных альбомов 2007 года.

## Представители
Журнал Classic Rock опубликовал список из 5 самых важных альбомов кантри-рока:
- The Byrds – Sweetheart Of The Rodeo (1968)
- The Eagles – On The Border (1974)
- Linda Ronstadt – Heart Like A Wheel (1975)
- Lone Justice – Lone Justice  (1985)
- Dwight Yoakam – Second Hand Heart (2015)